# 1990 Pilcher
1990 Pilcher (1956 EE) là một tiểu hành tinh vành đai chính được phát hiện ngày 9 tháng 3 năm 1956 bởi K. Reinmuth ở Heidelberg.